# سفارة ألمانيا في السنغال
سفارة ألمانيا في السنغال هي أرفع تمثيل دبلوماسي لدولة ألمانيا لدى السنغال. تقع السفارة في داكار وهي تهدف لتعزيز المصالح الألمانية في السنغال.

## وصلات خارجية
- الموقع الرسمي
- قائمة سفارات ألمانيا
- قائمة السفارات في السنغال